# Littérature LGBT
Pour un article plus général, voir Culture LGBT.

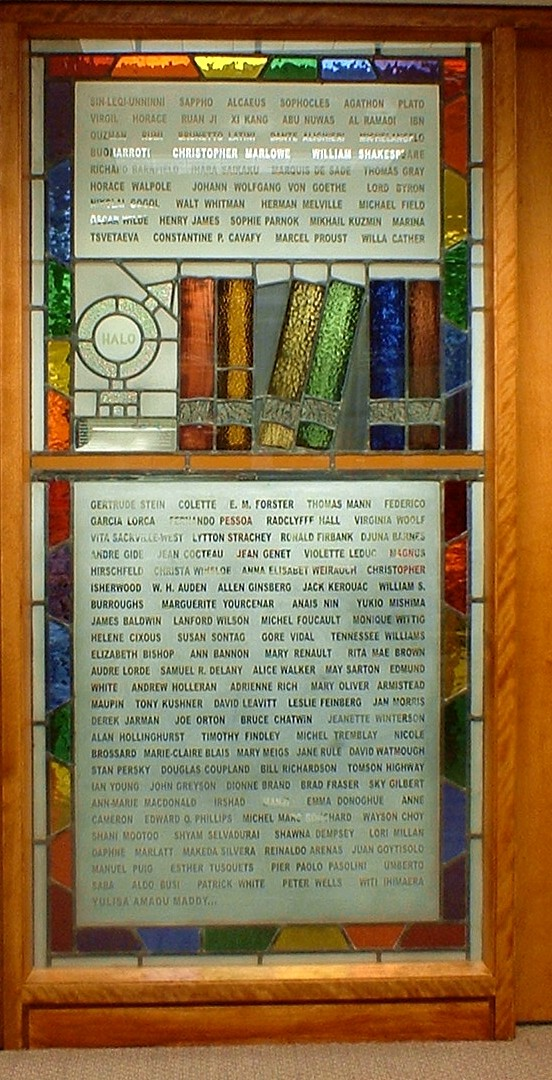
Vitrail de la Bibliothèque Pride de l' Université de Western Ontario

La littérature LGBT, aussi appelée littérature queer, désigne la littérature produite par des personnes LGBT et dont les thèmes, récits et approches mettent en lumière les expériences de vie, réflexions et valeurs LGBT. Son périmètre est flou et dépend des auteurs et critiques littéraires, avec la constance, en particulier pour la littérature lesbienne, l'exclusion des représentations fétichisantes et homophobes. Elle existe à la fois comme catégorie en tant que telle, mais aussi comme somme de littératures aux contours distincts : la littérature lesbienne, la littérature gay, la littérature bisexuelle, et la littérature trans.
Une constante de la littérature LGBT, en particulier en contexte de répression sociale, est l'utilisation de messages cachés afin de présenter l'homosexualité comme une interprétation possible, mais non univoque du récit.
Si une grande partie de la littérature LGBT est publiée dans des canaux de diffusion généralistes, des institutions spécifiquement LGBT (maisons d'éditions, festivals, librairies) assure une grande partie de sa production et de sa commercialisation, en particulier quand elle s'inscrit profondément dans la culture LGBT.

## Périmètre
Que ce soit en parlant de littérature lesbienne, littérature gay, littérature trans, ou littérature LGBT, une constante demeure : la littérature LGBT n'est pas la somme des littératures mettant en scène des personnages LGBT. Ainsi, la littérature lesbienne exclut les représentations lesbiennes fétichisantes écrites par et pour les hommes, tandis que la littérature trans ne prend pas en compte les écrits de personnes cisgenres, même si elles écrivent sur la transidentité.
La littérature LGBT est à la fois découpée en genres littéraires, mais aussi suivant les communautés qui composent le monde LGBT : ainsi, pour leur édition 2022, les Prix Lambda Literary se composent de 4 catégories (lesbienne, gay, bisexuel et transgenre) pour la fiction et la poésie, deux pour la non-fiction (bisexuel et transgenre), deux pour l'autobiographie et la romance (lesbienne et gay) et dix catégories généralistes (anthologie, littérature jeunesse, littérature jeune adulte, roman graphique, théâtre, érotisme, roman à mystère, non-fiction, fiction spéculative, et études LGBTQ).

## Histoire

### Redécouverte de littérature ancienne
Si la poétesse grecque Sappho était célèbre durant toute l'Antiquité grecque, sa notoriété s'étiole petit à petit au point que ses œuvres ne sont pas recopiées, et donc préservées, au cours du Moyen Âge et finissent perdues, si ce n'est quelques fragments parcellaires. La réception moderne de Sappho, dont le talent poétique est reconnu, témoigne de l'acceptation ou du rejet du lesbianisme de l'époque : le XIXe siècle refuse qu'une grande autrice puisse être lesbienne, et ainsi, la présente comme chaste ; le mouvement décadent, quant à lui, célèbre l'hypersexualité, ce qui l'amène à fétichiser la sexualité de Sappho ; ce n'est qu'au début du XXe siècle qu'elle est célébrée comme pionnière de la littérature lesbienne.
Pour le poète abasside Abû Nuwâs, globalement reconnu comme l'un des plus grands poètes de langue arabe, ce n'est qu'au début du XXIe siècle qu'il prend une importance pour la communauté LGBT du Moyen-Orient et de l'Afrique du Nord : une association LGBT algérienne porte son nom et il est, pour la communauté LGBT de la région, la preuve que l'homosexualité n'est pas une invention occidentale, mais quelque chose qui a toujours été présent au sein des sociétés arabes.

## Littératures spécifiques

### Littérature lesbienne

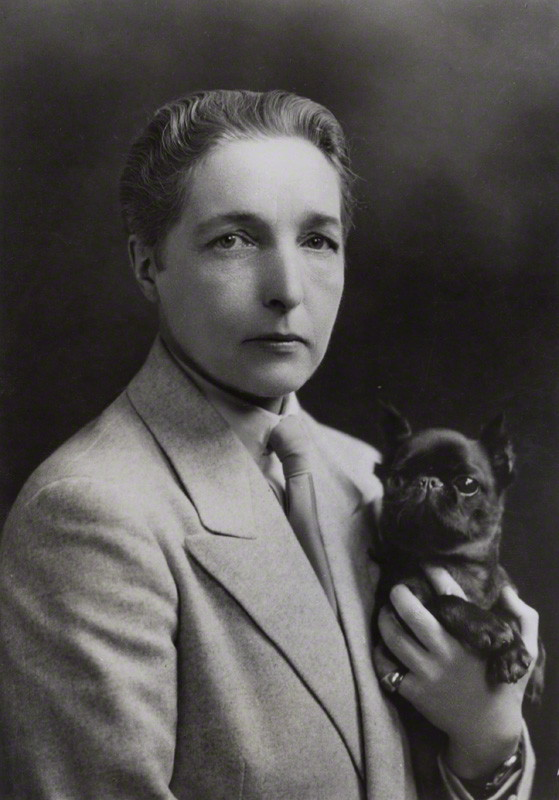
Radclyffe Hall, autrice du Puits de solitude

Si le périmètre exact de la littérature lesbienne est sujet de débat, notamment en fonction de l'identité des auteurs, la réception des récits ou les thèmes abordés, deux constantes demeurent : l' et le placement des écrits qui structurent la construction de l'identité lesbienne comme centraux.
L'évolution de la littérature lesbienne suit celle de l'acceptation du lesbianisme en général : cachée, confidentielle, censurée au début du XXe siècle, les grands moments du mouvement LGBT et du féminisme en général et du lesbianisme en particulier s'accompagnent d'évolution des thèmes abordés. En particulier, le thème du lesbianisme comme damnation, où le récit se finit par la mort des héroïnes, s'effacent pour des histoires heureuses (romances, littérature pour enfants et jeunes adultes), tout en gardant un fort lien avec la politisation du milieu lesbien.

## Thèmes et formes

### Message codé
Dans les sociétés et les époques homophobes, la littérature LGBT n'explicite pas les relations homosexuelles, mais les offre comme une lecture possible. C'est notamment le cas dans la littérature LGBT d'Afrique francophone de la fin du XXe et du début du XXIe siècle : dans Lalana, l'écrivaine malgache Michèle Rakotoson raconte l'histoire d'un adolescent homosexuel mourant du sida et de son ami, et joue sur l'ambiguïté du terme « ami » pour laisser la possibilité d'une lecture romantique de leur relation à l'appréciation du lecteur. Dans C'est le soleil qui m'a brûlée, l'autrice camerounaise Calixthe Beyala passe par la réincarnation d'un homme mort en une femme pour donner à lire une relation possiblement lesbienne.

### Autobiographie, autofiction et témoignage
L'autobiographie et l'autofiction et le témoignage romancé de sa vie sont des formats très fréquents de la littérature LGBT : en France, la première collection gaie d'une maison d'édition généraliste, Le Rayon, publie, jusqu'à sa fermeture en 2002, presque exclusivement des romans écrits selon les canons de l'autofiction. Les éditrices et écrivaines Anne Rambach et Marine Rambach analysent cette prépondérance de l'autofiction comme une manière dont la littérature LGBT est utilisé par ses auteurs et autrices comme un exercice visant à prouver l'existent des réalités et vécus queers.

### Une vision bienveillante de la sexualité
Anne et Marine Rambach notent un autre aspect spécifique de la littérature gaie et lesbienne : une représentation de la sexualité, en particulier des rencontres relevant du cruising ou des relations sans lendemain, avec bienveillance, tendresse et humour, à l'opposé de la littérature trash pour qui les mêmes relations seront présentées comme preuve de la dégradation morale des personnages. Elles citent en particulier Tricks de Renaud Camus et les écrits de Susie Bright sur le milieu lesbien BDSM.

## Diffusion

### Maisons d'éditions

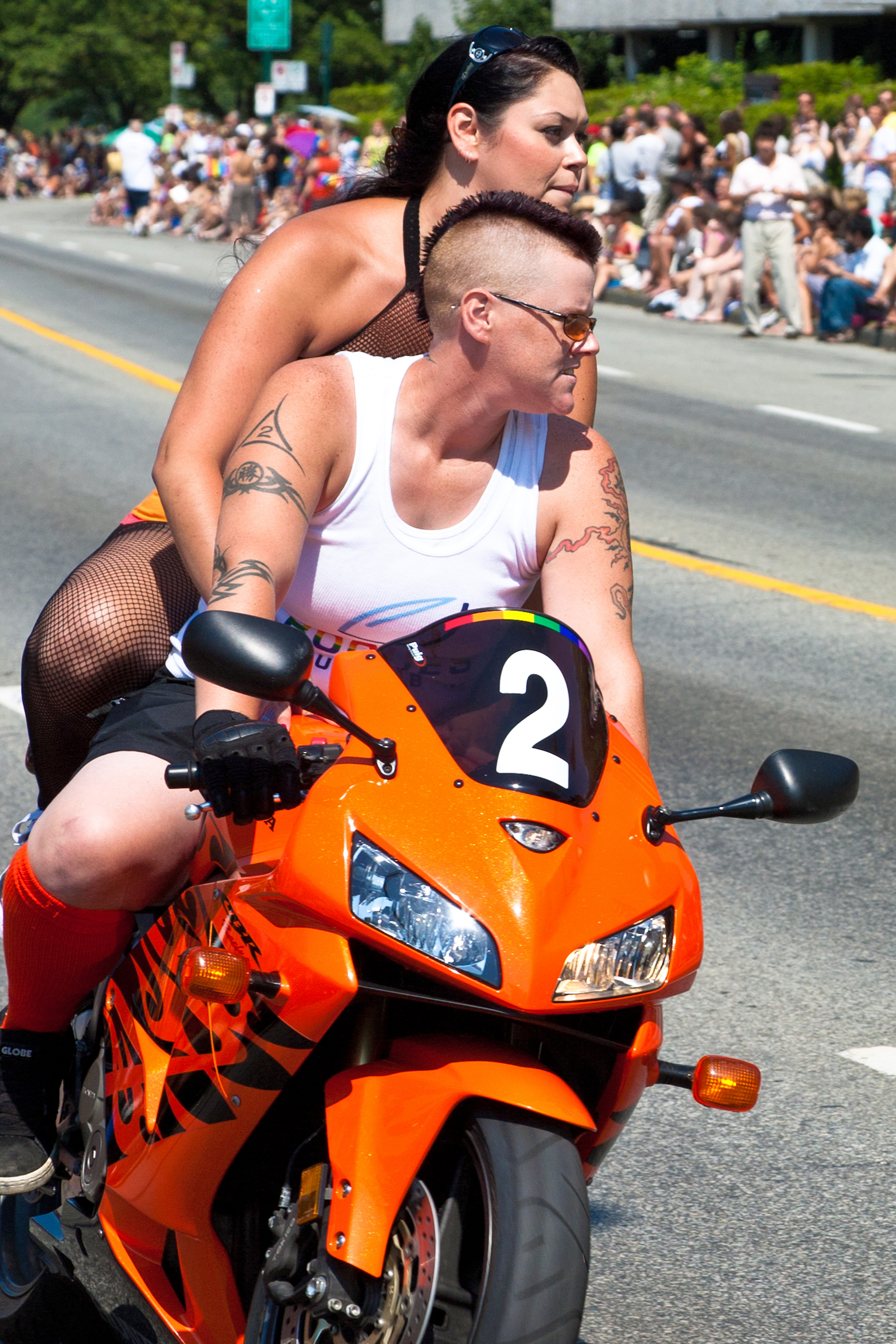
Les maisons d'éditions LGBT permettent la publication d'ouvrage portant sur des aspects de la culture LGBT, tel que le couple butch/fem, plus difficilement appréhensives par les maisons d'éditions généralistes. Photographie des Dykes on Bikes à la marche des fiertés de Vancouver 2009.

La littérature LGBT est à la fois diffusée par les maisons d'éditions généralistes, qui offrent l'avantage d'un réseau professionnel plus étendu permettant ainsi une diffusion plus forte au moment de la sortie des livres, mais aussi des maisons d'éditions spécialisées, LGBT ou féministes.
Les créatrices des éditions gaies et lesbiennes, Anne et Marine Rambach, donnent toutefois deux avantages aux maisons d'édition LGBT. D'abord une durée de vie plus longue des ouvrages, dont la diffusion se fait sur plusieurs années, avec la tenue de stands dans les évènements communautaires. Mais, surtout, la possibilité de défendre des ouvrages très imprégnés de culture LGBT, dont il aurait été difficile de convaincre des maisons d'éditions généralistes de l'intérêt : elles citent ainsi Attirances, lesbienne fem/lesbienne butch, une anthologie sur les lesbiennes fem, les lesbiennes butch et le couple butch/fem.
Un article de 2012 du magazine Publisher's Weekly cite une diversité de plus en plus grande des éditeurs indépendants qui publient des titres LGBTQ, mais un recul des genres traditionnels de romance et d'érotisme. L'article traite également de la généralisation de la littérature LGBT en soulignant que même si les identités LGBTQ sont de plus en plus acceptées, les besoins d'histoires LGBTQ n'ont pas disparu et que ce sont les éditeurs indépendants qui restent les plus grands producteurs de cette littérature. Dans son article Rainbow Family Collections, Jamie Naidoo aborde également les défis auxquels sont confrontés les petits éditeurs spécialisés dans la littérature jeunesse LGBTQ et inclut des entretiens avec certaines maisons d'édition.

### Librairies

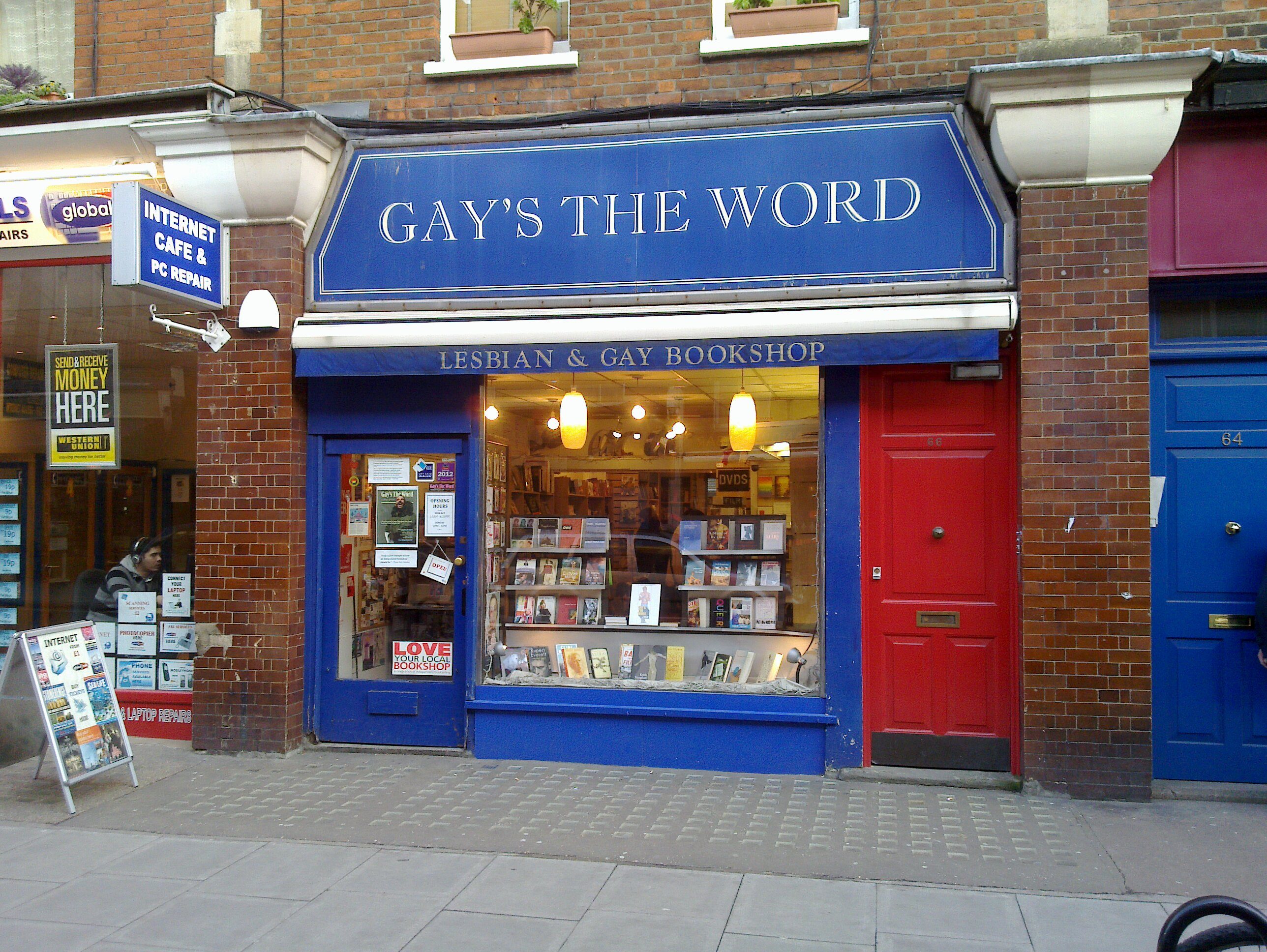
Les librairies LGBT, telle qu'ici la librairie de Londres, jouent un rôle prépondérant dans la diffusion de la littérature LGBT

De nombreuses librairies LGBT ouvrent dans les mondes anglophone et francophone dans les années 1970, tels que L'Androgyne, à Montréal en 1973, et Giovanni's Room à Philadelphie et Gay's the Word (en) à Londres en 1979. L'année suivante, Les Mots à la bouche ouvre à Paris,.
Si au début des années 2000, l'existence d'un rayon gay et lesbien est établi comme fonctionnement normal des libraires anglo-saxonnes et allemandes, ce n'est pas le cas en France : Anne et Marine Rambach, témoignent d'une sélection invisible, où des livres de littérature LGBT sont regroupés, tels qu'Avant la nuit de Reinaldo Arenas, Kinsey 6 de Didier Lestrade, Garçon manqué de Nina Bouraoui et Ainsi soient-ils de Neil Bartlett, sans pour autant que leur appartenance commune à la littérature LGBT soit explicitée. Cette invisibilité pousse des maisons d'édition à être explicitement LGBT, que ce soit dans leurs illustrations de couvertures, leur description (« roman lesbien » pour décrire l'œuvre de Cy Jung par KTM), leur collection (« Le Rayon gai » pour Balland) ou carrément dans leurs noms : éditions gaies et lesbiennes, GaiKitchCamp.

### Bibliothèques
Aux États-Unis, la première organisation LGBT professionnelle voit le jour au sein de l'association professionnelle des bibliothécaires, l'American Library Association, en 1970, sous le nom de Task Force on Gay Liberation (Groupe de travail sur la libération des personnes homosexuelles). Elle devient en 2019 la Rainbow Round Table. Cette association, grâce notamment aux efforts de sa coordinatrice, Barbara Gittings, obtient la création l'année suivante de l'indexation « 76-5 : Homosexualité, Lesbianisme, Mouvement de libération gay, Mouvement homophile », qui permet de sortir les ouvrages LGBT de la catégorie « 71-471 : Sexualité déviante, y compris crimes sexuels ».
En France, la première proposition de créer un rayon gay et lesbien dans une bibliothèque publique vient de l'élu de la ville de Paris, Christophe Girard, en 2001, ; l'idée est abandonnée en raison de la polémique qu'elle provoque. En 2005, c'est la ville de Lyon qui organise, à partir des collections du fonds Michel Chomarat, une exposition sur les fonds gays et lesbiens et de la bibliothèque municipale, suivie par l'ouverture d'un centre de ressources LGBT, le Point G.

## Par pays

### Amériques
- Argentine (es)
- Brésil (es)
- Chili
- Colombie (es)
- Costa Rica (es)
- Cuba (es)
- El Salvador (es)
- Équateur (es)
- Mexique (es)
- Nicaragua (es)
- Pérou (es)
- Uruguay (es)

### Europe
- Espagne (es)
- France
- Islande (en)

### Océanie
- Australie (es)
- Nouvelle-Zélande (es)